# Hemiteles hirsuta
Hemiteles hirsuta är en stekelart som beskrevs av Statz 1936. Hemiteles hirsuta ingår i släktet Hemiteles och familjen brokparasitsteklar. Inga underarter finns listade i Catalogue of Life.